# Parafia Matki Bożej Częstochowskiej w Szymanach
Parafia Matki Bożej Częstochowskiej w Szymanach – parafia rzymskokatolicka znajdująca się w archidiecezji warmińskiej, w dekanacie Szczytno.